# Linda Stahl
Linda Stahl, nemška atletinja, * 2. oktober 1985, Steinheim, Zahodna Nemčija.
Nastopila je na poletnih olimpijskih igrah v letih 2012 in 2016, leta 2012 je osvojila bronasto medaljo v metu kopja. Na svetovnih prvenstvih je najboljšo uvrstitev dosegla leta 2013 s četrtim mestom, na evropskih prvenstvih pa naslov prvakinje leta 2010 ter še eno srebrno in dve bronasti medalji. 